# 2003 en rugby à XV
Cette page présente les faits marquants de l'année 2003 en rugby à XV : les principales compétitions et évènements liés au rugby à XV et rugby à sept ainsi que les décès de grandes personnalités de ces sports.

## Événements

### Mars
Tournoi des Six Nations
- 30 mars : le XV d'Angleterre signe un Grand Chelem[1].
  - Article détaillé : Tournoi des six nations 2003

### Mai
- 24 mai, Coupe d'Europe : le Stade toulousain (France) 22-14 bat l'USA Perpignan (France) en finale[2].
- 25 mai, Challenge européen : London Wasps (Angleterre) 48-28 Bath Rugby (Angleterre).
- 25 mai, Bouclier européen : Castres olympique (France) 40-12 Caerphilly RFC (Galles).
- ? mai : vingt-septième édition de la Coupe Ibérique. Les Portugais du GD Direito l'emportent 24-18 face aux Espagnols du La Moraleja Alcobendas, glanant ainsi leur deuxième titre dans la compétition.

### Juin
- 2 juin : Montpellier Hérault rugby champion de France de Pro D2 aux dépens du Tarbes Pyrénées rugby.
- 7 juin : Stade français champion de France aux dépens du Stade toulousain[3].

### Août
- 16 août, Tri-nations : la Nouvelle-Zélande remporte l'épreuve.

### Novembre
- 22 novembre : le XV d'Angleterre remporte la Coupe du monde de rugby en s'imposant 20-17 contre le XV d'Australie[4].
  - Article détaillé : Coupe du monde de rugby 2003